# 格琳德·多贝许茨
格琳德·多贝许茨（德語：Gerlinde Doberschütz，1964年10月26日—），旧姓梅伊（Mey），德国女子赛艇运动员。她曾代表东德参加1988年夏季奥林匹克运动会赛艇比赛，获得女子四人单桨有舵手金牌。